# Turn the River
Turn the River es una película dramática estrenada en 2007. Está dirigida por Chris Eigeman y protagonizada por Famke Janssen.

## Sinopsis
Narra la historia de una jugadora de billar (Famke Janssen) que huye de su exmarido llevándose a su hijo.

## Reparto
- Famke Janssen como Kailey Sullivan.
- Jaymie Dornan como Gulley.
- Rip Torn como Teddy Quinette.
- Matt Ross como David.
- Lois Smith como Abigail.
- Marin Hinkle como Ellen.
- Terry Kinney como Markus.
- Jordan Bridges como  Brad.
- Ari Graynor como  Charlotte.
- John Juback como Duncan.
- Tony Robles como Ralphie.
- Santo D'Asaro como Scott.
- Zoe Lister Jones como Kat.
- Elizabeth Atkeson como  Sally.
- Joseph Siravo como Warren.